# Chamber TV

Ehemaliges Logo

Chamber TV ist das von der Chambre des Députés betriebene luxemburgische Parlamentsfernsehen. Es nahm am 4. Dezember 2001 den Sendebetrieb auf und ist über Kabel und Satellit zu empfangen. Gesendet wird auf Luxemburgisch, vereinzelt auch auf Französisch.